# روزالین سوسمن یالو
روزالین سوسمن یالو (به انگلیسی: Rosalyn Sussman Yalow) (زاده ۱۹ ژوئیه ۱۹۲۱ – درگذشته ۳۰ مه ۲۰۱۱) فیزیک‌دان پزشکی آمریکایی كه در سال ۱۹۷۷ به خاطر پیشبرد پرتوشناسی هورمون‌های پپتیدی برنده جایزه نوبل فیزیولوژی و پزشکی شد.